# 1992 au Yukon
Chronologie du Yukon
- 1988
- 1989
- 1990
- 1991
- 1992
- 1993
- 1994
- 1995
- 1996

Cette page concerne des événements d'actualité qui se sont produits durant l'année 1992 dans le territoire canadien du Yukon.

## Politique
- Premier ministre : John Ostashek (Parti du Yukon) (élu le 19 octobre face au sortant Tony Penikett (NPD)) (à partir du 7 novembre)
- Chef de l'Opposition officielle : Daniel Lang (en) (Parti du Yukon) puis Tony Penikett (NPD)
- Commissaire : John Kenneth McKinnon
- Législature : 27e puis 28e

## Événements
- Sortie du livre autobiographie A Woman's Place: My Life and Politics (“La place d'une femme : Ma vie et la politique”) de la députée fédérale de la circonscription du territoire du Yukon, Audrey McLaughlin.
- Juin : Un entrepreneur John Ostashek est élu chef du Parti du Yukon
- 19 octobre : Le Parti du Yukon de John Ostashek remporte l'élection générale avec les 7 mêmes sièges comme précédemment, mais qui devra former un gouvernement minoritaire. Le NPD de Tony Penikett qui récolte 6 sièges en perdant deux qui forme l'Opposition officielle, les trois députés de l'Alliance de l'indépendant Bea Firth (en) de Riverdale-Sud, Alan Nordling (en) de Porter Creek Sud et Willard Phelps de Rossriver-Lac-Sud réussissent à se faire réélire et le Parti libéral retourne de nouveau à l'Assemblée législative obtenant un siège, bien que le chef Paul Thériault (en) n'a pas réussi à se faire élire dans sa circonscription de Riverdale-Sud, Jack Cable (en), seul député libéral de Riverside va assumer bientôt l'intérim jusqu'à l'élection d'un nouveau chef.
- 26 octobre : Le Canada rejette l'Accord de Charlottetown par 54,8 % contre 45,2 % pour le Oui. Le Yukon a voté Non à 56,3 % contre 43,7 % du Oui.
- 7 novembre : Le chef du Parti du Yukon John Ostashek est assermenté premier ministre du territoire du Yukon, succède au chef du NPD Tony Penikett lors de sa défaite de l'Élection générale yukonnaise du 19 octobre.
- 14 décembre : Le député territorial de Porter Creek Sud Alan Nordling (en) devient le 3e président de l'Assemblée législative du Yukon.

## Naissances
- 5 décembre : Knute Johnsgaard, skieur.